# 서울 요금소

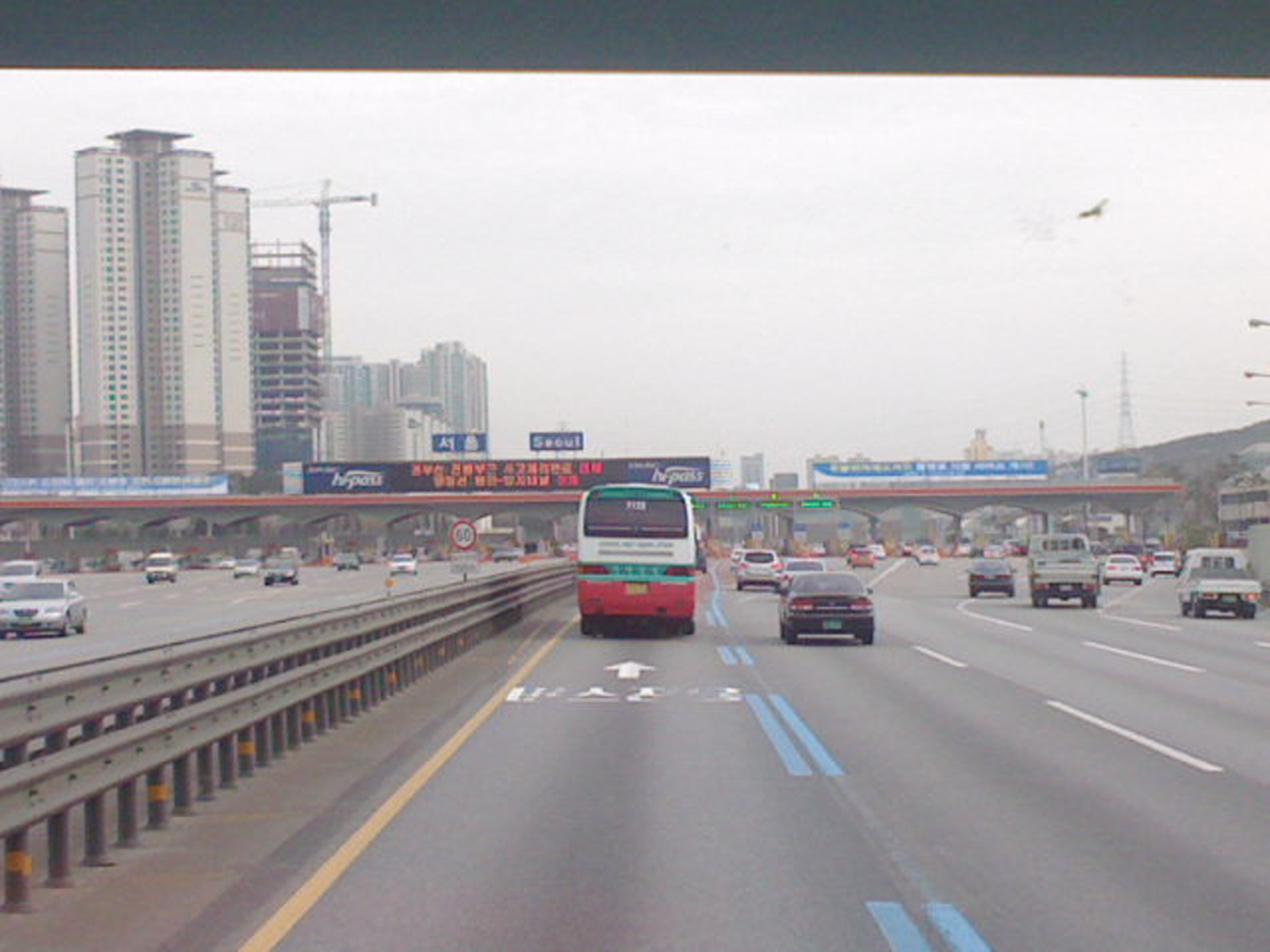
서울 요금소 (요금소 간판 변경 전 및 다차로 하이패스 시스템 도입전)

서울 요금소(서울 料金所, Seoul TG)는 경기도 성남시 분당구 대왕판교로 240 (궁내동)에 위치한 경부고속도로 본선 상의 요금소이다. 요금소 인근에 한국도로공사 교통센터와 서울하이패스센터가 있다.
경부고속도로 개통 당시에는 요금소 명칭처럼 양재 나들목 인근인 서울특별시 서초구 양재대로12길 73-71 (원지동)에 요금소가 설치되어 있었다. 그러나 이 요금소에 매표 박스가 7개에 불과해 상습 정체를 빚자 1987년 10월 5일에 서울 기점에서 20.4km 떨어진 곳(현 위치)으로 이설하면서 매표 박스를 19개로 확장했다. 요금소가 이설되면서 이 곳에서 서울까지의 경부고속도로 구간이 무료가 되었고 당시 고속도로 통행료가 300원 ~ 800원까지 인하가 되었다.
옛 서울 요금소 부지에는 등산·낚시·관광 등을 떠나는 사람이 함께 모여 출발하고자 하는 목적으로 휴게소가 건설되었는데, 그 휴게소가 1988년 6월 24일에 개장한 서울만남의광장휴게소이다.
2011년 5월 26일 디자인서울 정책 일환으로 요금소 건물이 리모델링되면서 요금소 간판이 한글 자음과 모음이 적힌 서울서체 간판으로 변경되었다.
2019년 12월 요금소 내에 다차로 하이패스 시스템이 도입되었으며, 이 중 서울방향은 2019년 12월 27일에, 부산방향은 2019년 12월 30일에 도입되었다.
명칭이 순수 한국어인 몇안되는 대한민국 고속도로 요금소 중 하나이기도 하다.

## 연혁
- 1968년 12월 21일 : 경부고속도로 서울 ~ 수원 구간 개통에 따라 서울특별시 서초구 원지동에서 영업 개시[3]
- 1985년 2월 19일 : 요금소 확장 공사로 인해 서울특별시 강남구 원지동 1.7km 구간 도로구역 변경[4]
- 1987년 10월 5일 : 현 위치인 경기도 성남시 분당구 궁내동으로 이설. 이로 인해 판교 나들목의 판교영업소 폐지 및 경부고속도로 통행요금 기산점을 판교 나들목으로 변경하고 경부고속도로 시점 ~ 판교 나들목 구간을 무료화.[5]
- 2011년 5월 26일 : 디자인서울 정책 일환으로 요금소 간판이 서울서체 간판으로 변경[6]
- 2019년 12월 27일 : 서울방향 다차로 하이패스 시스템 도입[7]
- 2019년 12월 30일 : 부산방향 다차로 하이패스 시스템 도입[7]

## 교통량 정보
| 요금소        | 통행량 (대/일) | 통행량 (대/일) | 통행량 (대/일) | 통행량 (대/일) | 통행량 (대/일) | 통행량 (대/일) | 통행량 (대/일) | 통행량 (대/일) | 통행량 (대/일) | 통행량 (대/일) | 각주  |
| 요금소        | 2001년         | 2002년         | 2003년         | 2004년         | 2005년         | 2006년         | 2007년         | 2008년         | 2009년         | 2010년         | 각주  |
| ------------- | -------------- | -------------- | -------------- | -------------- | -------------- | -------------- | -------------- | -------------- | -------------- | -------------- | ----- |
| 서울 (폐쇄식) | 95,622         | 97,127         | 100,765        | 100,765        | 100,669        | 101,910        | 102,294        | 98,366         | 93,634         | 91,488         | [ 8 ] |
| 요금소        | 2011년         | 2012년         | 2013년         | 2014년         | 2015년         | 2016년         | 2017년         | 2018년         | 2019년         |                | [ 8 ] |
| 서울 (폐쇄식) | 94,981         | 98,789         | 101,670        | 105,639        | 107,001        | 109,433        | 107,160        | 108,132        | 107,341        |                | [ 8 ] |

## 같이 보기
- 서울만남의광장휴게소

## 서울 방향(상행선)
- 하이패스 고속 진출차로 : 1,2,3,4차로
- 하이패스 일반 진출차로 : 15,16,17차로
- 일반 진출차로 : 5,6,7,8,9,10,11,12,13,14차로

## 부산 방향(하행선)
- 하이패스 고속 진입차로 : 1,2,3,4차로
- 하이패스 일반 진입차로 : 8,12차로
- 일반 진입차로 : 5,6,7,8,9,10,11차로

## 관련 사항
- 교통량이 굉장히 많은 톨게이트이며,지방으로 가거나 서울로 오는 차량들이 굉장히 많아 서울TG는 항시 빽빽하게 붐빈다.그나마 새벽이나 밤에는 좀 덜한편이다.
- 하행편의 경우 요금소 바로 옆에 하이패스센터가 자리하고 있으며 진입 전에 도로가 분기되어 들어간다.
- 서울 요금소 지하로는 수서평택고속선이 지나간다.
- 서울 요금소를 통과하기 전 오른쪽을 보면 그린팩토리를 볼 수 있다. 또한 두산그룹이 2021년 1월, 신사옥 분당 두산타워를 완공함에 따라 서울 요금소 바로 옆에 두산타워가 우뚝 서 있는 것을 볼 수 있다.
- 해당 위치 바로 오른쪽으로 분당수서로가 같이 지나가며,오른쪽으로 더 가면 300m 정도 거리에 분당선 및 신분당선 정자역이 있다.
- 전국에서 가장 많은 차로를 가지고 있는 곳이기도 하다.